# 6849 Doloreshuerta
6849 Doloreshuerta este o planetă minoră (asteroid), cu un diametru de 4,071 km, din centura de asteroizi. A fost descoperită pe 25 iunie 1979 la Observatorul Siding Spring de Eleanor F. Helin și a fost numită după Dolores Huerta⁠(d). 
Obiectul prezintă o orbită caracterizată de o semiaxă mare de 2,3674339 UAi, o excentricitate de 0,09, o înclinație de 6,3848 ° în raport cu ecliptica.